# El día de la cabra
El día de la cabra (en inglés Bad Lucky Goat) es una película colombiana de 2017 dirigida por Samir Oliveros y protagonizada por Honlenny Huffington, Kiara Mitchel Howard, Jean Bush Howard, Ramón Howard y el músico Elkin Robinson. Fue filmada en la isla de Providencia con actores no profesionales, y es la primera película colombiana hablada enteramente en criollo sanandresano. Fue exhibida en el Festival de Cine de Lima, el festival South by Southwest y el Festival de Cine de Londres, entre otros.

## Sinopsis
Después de atropellar accidentalmente a un chivo con la camioneta de su padre, dos hermanos adolescentes con personalidades incompatibles, empiezan una aventura de reconciliación. Corn y Rita deberán encontrar la forma de reparar la camioneta antes de que lleguen los turistas que se hospedarán en el hotel de la familia. Mientras resuelven el problema, pasarán por una carnicería, una tienda de empeño y hasta por donde un brujo, en una aventura de 24 horas por Port Paradise.

## Reparto
- Honlenny Huffington es Corn Denton.
- Kiara Mitchel Howard es Rita Denton.
- Jean Bush Howard es Jean.
- Elkin Robinson es Rainbow.
- Michel Robinson es Sir Loin.
- Ambrosio Huffington es Goldie.